# Menen Tudun
Menen Tudun (980 circa) è stato un condottiero mongolo, diretto progenitore della stirpe reale di Gengis Khan.

## Vita
Fu un Khan dei Mongoli. Di lui poco è noto tranne che apparteneva al gruppo tribale dei Borjigin.

Era figlio di Kabichi Baator e nipote di Bondodjar Mong Khan.

## Discendenze
Fu sposato con varie mogli delle quali la principale era Monalun. Primo dei suoi figli fu Kachi Kaluk padre di Khaidu Khan, poi padre di Shingkor Dokshin. Tra i suoi discendenti diretti c'e', oltre a Gengis Khan, anche Tamerlano.